# 렌나르트 토르스텐손
렌나르트 토르스텐손(스웨덴어: Lennart Torstensson, 1603년 8월 17일 ~ 1651년 4월 7일)은 오르타라의 백작이자 비레스타트의 공작으로 30년 전쟁을 비롯한 각종 전쟁에서 스웨덴 군대를 이끈 육군 원수이자 공병이었다. 그는 요한 바네르의 뒤를 이어 30년 전쟁의 승리를 이끄는데 기여하였다. 그의 군대는 주로 프랑스 군대와 연합하여 전쟁을 이어나갔다.

## 전투 경력
15살에 그는 구스타프 아돌프의 신임하는 신하가 되었고 1621년 리가 정복과 같은 리보니아 전쟁 참관이 허락되었다. 1626년 1월 그는 발홀프 전투에 참전했고, 1628년과 그 다음 해에는 프로이센 전역에 참전하기도 했다. 1629년 토르스텐손은 스웨덴 포병군에 배치되어 브라이텐펠트 전투를 승리로 이끌었으며, 레흐 전투에서도 승전보를 울렸다. 같은 해 그는 알테 베스테 전투에서 포로로 잡혀서 그는 거의 1년 동안 수감되었다. 그는 이후 요한 바네르의 휘하에서 비스토크 전투의 좌익을 맡아 알렉산더 레실과 함께 승리를 이끌었다. 그는 1637년 스웨덴령 포메라니아의 방어에서도 두드러진 활약을 보여주었고, 1639년의 쳄니츠 전투 및 보헤미아 기습에도 성공했다. 1641년 그는 스웨덴으로 잠시 귀국했다.

### 육군 원수

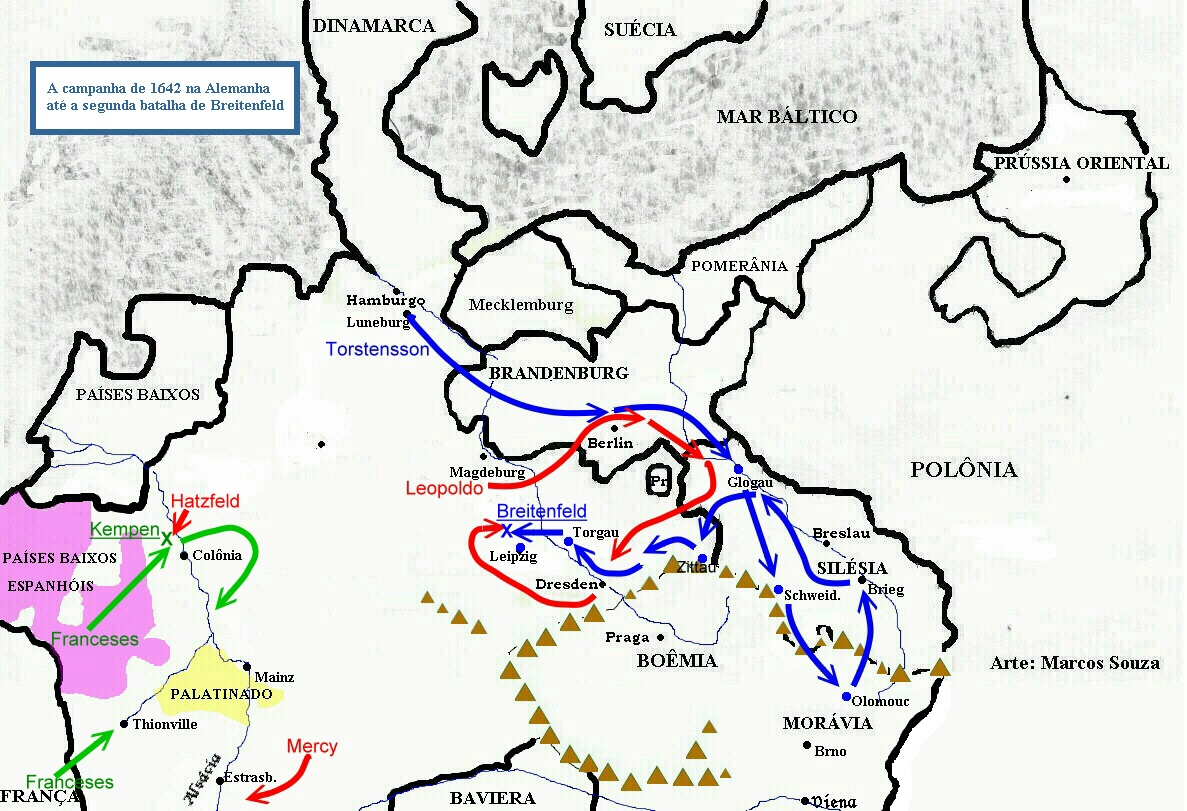
1642년 토르스텐손

1641년 바네르의 갑작스러운 죽음으로 토르스텐손은 귀국해야 했다. 그는 스웨덴령 포메라니아의 총독이었으며 스웨덴의 육군 원수가 되어 있었다. 그는 1642년 브란덴부르크와 실레시아를 통과하여 모라비아로 진군했는데, 이 과정에서 그는 대부분의 요새를 점령하는데 성공했다. 그는 작센으로 돌아가던 중 1642년 10월 23일 제2차 브라이텐펠트 전투에서 신성 로마 제국군을 격파하였다. 1643년 토르스텐손은 다시 한 번 모라비아를 침공했지만 이번에는 덴마크-노르웨이의 스웨덴 침공으로 그는 귀국하였다. 토르스텐손은 크리스티안 4세가 이끄는 덴마크 함대로 인해 유틀란드 반도에서 조심스럽게 있을 수밖에 없었음에도 그는 덴마크로부터 육지 방어전에서 성공하였다. 1644년 덴마크와의 전쟁 후 그는 다시 독일 지역으로 돌아가 유테르보크 전투에서 제국군을 다시 한 번 격파했다. 1645년 11월 초 그는 보헤미아로 침공하여 잔카우 전투에소 승리를 거두었고, 1645년 그는 비엔나로 진격할 모든 통로를 확보했다. 그러나 그의 병과 지친 군사들은 더 이상 진군할 수 없었기에 1646년 그는 사령관 직을 사임하고 스웨덴으로 귀국했다.

## 이후의 삶
1648년부터 1651년까지 그는 스웨덴 총독으로 부임하며 서부 스웨덴 영토 전체를 통솔했다. 그는 1651년 4월 7일 스톡홀름에서 사망하여 리다홀름 교회에 묻혔다. 토르스텐손은 그의 공격에 있어서 독특하고 예측불가한 공습으로 명성을 얻었다. 그는 육군에 엄격하기로 유명했고, 그의 불편한 몸은 그가 말에 오르는 것도 힘들게 했지만, 그는 스웨덴 육군에서 가장 과학적인 포병 장교이자 가장 성공적인 공병으로 꼽히기도 한다.